# 12 août 2004
Le jeudi 12 août 2004 est le 225e jour de l'année 2004.

## Décès
- Basil Wigoder (né le 12 février 1921), homme politique britannique
- George Yardley (né le 3 novembre 1928), joueur de basket-ball américain
- Godfrey Hounsfield (né le 28 août 1919), ingénieur britannique
- Martine Copenaut (née le 28 avril 1955), artiste belge
- Peter Woodthorpe (né le 25 septembre 1931), acteur britannique
- Sein Lwin (né en 1923), militaire et homme d'État birman

## Événements
- Découverte de (159865) Silvialonso
- Sortie du film Le Journal intime d'une future star
- Sortie du jeu vidéo The King of Fighters: Maximum Impact
- Californie, États-Unis : la Cour suprême de Californie annule les 4 167 mariages entre personnes de même sexe célébrés à San Francisco par le maire Gavin Newsom, entre le 12 février et le 11 mars 2004. Le mariage homosexuel est un point de débat de la campagne pour l’élection présidentielle de novembre prochain.
- Géorgie : des combats entre l’armée et les militants séparatistes de l’Ossétie du Sud font quatre morts.
- Grèce : Ouverture à la circulation du viaduc de Rion-Antirion, dominant les flots du haut de ses 163,7 m (pile et pylône), et reliant le Péloponnèse à la Grèce continentale. Il a été construit par le groupe de BTP français VINCI, et dessiné par l’architecte Berdj Mikaëlianet. Il est dimensionné pour résister à des séismes supérieurs à 7 sur l’échelle de Richter, se transformant en gigantesque balançoire en cas de secousse majeure.
- Irak : à Nadjaf, l’armée américaine, qui n’exclut pas de pénétrer dans le tombeau de l’imam Ali, lance une grande offensive contre les miliciens de l’armée du Mahdi.
- Roumanie : le chancelier allemand, Gerhard Schröder se recueille pour la première fois sur la fosse commune dans laquelle son père Fritz Schröder, soldat de la Seconde Guerre mondiale a été enterré avant la naissance de son fils en avril 1944. La tombe a été retrouvée par la sœur du chancelier dans le village de Ceanu Mare en Roumanie.